# Serolis acutangula
Serolis acutangula är en kräftdjursart som beskrevs av Grube 1871. Serolis acutangula ingår i släktet Serolis och familjen Serolidae. Inga underarter finns listade i Catalogue of Life.